# Liste der Naturdenkmale in Waldenburg (Sachsen)
Die Liste der Naturdenkmale in Waldenburg (Sachsen) nennt die Naturdenkmale in Waldenburg im sächsischen Landkreis Zwickau.

## Definition
„Naturdenkmäler sind rechtsverbindlich festgesetzte Einzelschöpfungen der Natur oder entsprechende Flächen bis zu fünf Hektar, deren besonderer Schutz erforderlich ist
1. aus wissenschaftlichen, naturgeschichtlichen oder landeskundlichen Gründen oder
2. wegen ihrer Seltenheit, Eigenart oder Schönheit.“

„§ 18 – Naturdenkmäler – (zu § 28 BNatSchG)
(1) Die Erklärung nach § 22 Abs. 1 BNatSchG von Teilen von Natur und Landschaft als Naturdenkmal erfolgt durch Rechtsverordnung oder Einzelanordnung.
(2) Über § 28 Abs. 1 BNatSchG hinaus können Naturdenkmäler zur Sicherung von Lebensgemeinschaften oder Lebensstätten von im Bestand gefährdeten oder streng geschützten Arten festgesetzt werden.“

## Liste
Diese Auflistung unterscheidet zwischen Flächennaturdenkmalen (FND) mit einer Fläche bis zu 5 ha (bei Verordnung nach DDR-Recht auch mehr) und Einzel-Naturdenkmalen (ND).
Link zu einem Kartenansichtstool, um Koordinaten zu setzen.
| Bild                          | Bezeichnung                 | Lage                                          | Beschreibung | Datum | Nummer       |
| ----------------------------- | --------------------------- | --------------------------------------------- | --- | ----- | ------------ |
| Fotos hochladen               | Lachen bei der Haublermühle | Schlagwitz (50° 53′ 34,9″ N, 12° 38′ 23,3″ O) | FND. 6424 m² Fläche. Von zwei vom Gelände rechts der Mulde kommenden Bächen gespeiste Altwässer der Mulde in Form eines Netzes von Kanälen und Wasserläufen. | 1963  | Z364.231.115 |
| mehr Fotos \| Fotos hochladen | Friedenseiche               | Waldenburg (50° 52′ 1,3″ N, 12° 36′ 48,8″ O)  | An der Kreuzung Bahnhofstraße - Grünfelder Straße. Gepflanzt 1871.                                                                                           | 1956  |              |
| mehr Fotos \| Fotos hochladen | Platane                     | Waldenburg (50° 52′ 29,4″ N, 12° 36′ 27,6″ O) | ND im Schlosspark | 1989  |              |
| Fotos hochladen               | Stieleiche                  | Waldenburg (50° 52′ 35,5″ N, 12° 36′ 11,9″ O) | ND im Lustgarten | 1956  |              |
| mehr Fotos \| Fotos hochladen | Stieleiche                  | Waldenburg (50° 52′ 50,2″ N, 12° 35′ 28,6″ O) | ND vor der Molkerei an der Altenburger Straße | 1956  |              |